# Listă de aeroporturi după codul ICAO: A
Mai jos este lista de aeroporturi al căror cod ICAO începe cu litera A.
Această listă este generată cu date din Wikidata și este actualizată periodic de un robot.
 Editările făcute în listă vor fi șterse la următoarea actualizare!
| Imagine | Cod ICAO | Articol                                  |
| ------- | -------- | ---------------------------------------- |
|         | AGGU     | Aeroportul Marau                         |
|         | AYTO     | Aeroportul Kamberatoro                   |
|         | AYAF     | Aeroportul Afore                         |
|         | AYBK     | Aeroportul Buka                          |
|         | AYSU     | Aeroportul Suki                          |
|         | AYAO     | Aeroportul Aiome                         |
|         | AGRM     | Aeroportul Ramata                        |
|         | AYWD     | Aeroportul Wapenamanda                   |
|         | AYMR     | Aeroportul Moro                          |
|         | AYLM     | Aeroportul Lake Murray                   |
|         | AYKU     | Aeroportul Kuri                          |
|         | AYPY     | Aeroportul Internațional Jacksons        |
|         | AYKI     | Aeroportul Kiunga                        |
|         | AGGC     | Aeroportul Choiseul Bay                  |
|         | AYBU     | Aeroportul Bulolo                        |
|         | AYKB     | Aeroportul Kabwum                        |
|         | ANYN     | Aeroportul Internațional Nauru           |
|         | AGAT     | Aeroportul Uru Harbour                   |
|         | AGGP     | Aeroportul Marau Sound                   |
|         | AGRC     | Aeroportul Ringi Cove                    |
|         | AYSD     | Aeroportul Saidor                        |
|         | AYTJ     | Aeroportul Tadji                         |
|         | AYXP     | Aeroportul Wipim                         |
|         | AGGJ     | Aeroportul Avu Avu                       |
|         | AYMS     | Aeroportul Misima                        |
|         | AYAG     | Aeroportul Agaun                         |
|         | AYFA     | Aeroportul Fane                          |
|         | AYNN     | Aeroportul Kandep                        |
|         | AGAR     | Aeroportul Ulawa                         |
|         | AYGA     | Aeroportul Goroka                        |
|         | AYGN     | Aeroportul Gurney                        |
|         | AGGS     | Aeroportul Seghe                         |
|         | AYWK     | Aeroportul Wewak                         |
|         | AYTE     | Aeroportul Telefomin                     |
|         | AGGE     | Aeroportul Balalae                       |
|         | AGGB     | Aeroportul Bellona/Anua                  |
|         | AYNU     | Aeroportul Nuku                          |
|         | AGBA     | Barakoma Airport                         |
|         | AGEV     | Aeroportul Geva                          |
|         | AYKS     | Aeroportul Kamusi                        |
|         | AGGM     | Aeroportul Munda                         |
|         | AYDU     | Aeroportul Daru                          |
|         | AYBQ     | Aeroportul Biangabip                     |
|         | AGGA     | Aeroportul Auki Gwaunaru'u               |
|         | AGAF     | Aeroportul Afutara                       |
|         | AYTI     | Aeroportul Tapini                        |
|         | AYVN     | Aeroportul Vanimo                        |
|         | AYFI     | Aeroportul Finschhafen                   |
|         | AYWQ     | Aeroportul Wakunai                       |
|         | AYKO     | Aeroportul Kokoda                        |
|         | AYNZ     | Aeroportul Lae Nadzab                    |
|         | AGGF     | Aeroportul Fera                          |
|         | AYGV     | Aeroportul Green River                   |
|         | AYKW     | Aeroportul Kawito                        |
|         | AYAA     | Aeroportul Ama                           |
|         | AYAM     | Aeroportul Amanab                        |
|         | AYAT     | Aeroportul Ambunti                       |
|         | AYAX     | Aeroportul Aseki                         |
|         | AYGU     | Aeroportul Anguganak                     |
|         | AYND     | Aeroportul Aua Island                    |
|         | AYPE     | Aeroportul April River                   |
|         | AYUM     | Aeroportul Aumo                          |
|         | AYAQ     | Aeroportul Kompiam                       |
|         | AYLG     | Aeroportul Keglsugl                      |
|         | AYLU     | Aeroportul Lumi                          |
|         | AYML     | Aeroportul Mougulu                       |
|         | AYNB     | Aeroportul Kanabea                       |
|         | AYOW     | Aeroportul Koroba                        |
|         | AYKY     | Aeroportul Lihir Island                  |
|         | AYKV     | Aeroportul Kavieng                       |
|         | AYMH     | Aeroportul Mount Hagen                   |
|         | AYHG     | Aeroportul Haelogo                       |
|         | AGGN     | Aeroportul Nusatupe                      |
|         | AYAW     | Aeroportul Awaba                         |
|         | AYJB     | Aeroportul Jacquinot Bay                 |
|         | AYHK     | Aeroportul Hoskins                       |
|         | AGGV     | Aeroportul Suavanao                      |
|         | AGGY     | Aeroportul Yandina                       |
|         | AYCG     | Aeroportul Cape Gloucester               |
|         | AYGT     | Aeroportul Gasmata                       |
|         | AYTN     | Aeroportul Tekin                         |
|         | AYBA     | Aeroportul Baimuru                       |
|         | AYRG     | Aeroportul Rumginae                      |
|         | AYSJ     | Aeroportul Simbai                        |
|         | AYTK     | Aeroportul Rabaul                        |
|         | AYTK     | Aeroportul Tarabits                      |
|         | AYWO     | Aeroportul Wonenara                      |
|         | AYCH     | Aeroportul Chimbu                        |
|         | AYGR     | Aeroportul Girua                         |
|         | AYFR     | Aeroportul Frieda River                  |
|         | AGGD     | Aeroportul Mbambanakira                  |
|         | AGGL     | Aeroportul Santa Cruz/Graciosa Bay/Luova |
|         | AYSS     | Aeroportul Sasereme                      |
|         | AYAN     | Aeroportul Andakombe                     |
|         | AK97     | Aeroportul Boswell Bay                   |
|         | AYIH     | Aeroportul Ihu                           |
|         | AGGK     | Aeroportul Kirakira                      |
|         | AGGO     | Aeroportul Mono                          |
|         | AGGR     | Aeroportul Rennell/Tingoa                |
|         | AGGT     | Aeroportul Santa Ana                     |
|         | AGKG     | Aeroportul Kaghau                        |
|         | AYNX     | Aeroportul Namatanai                     |
|         | AYMO     | Aeroportul Momote                        |
|         | AYEF     | Aeroportul Efogi                         |
|         | AYEE     | Aeroportul Emirau                        |
|         | AYBH     | Aeroportul Bensbach                      |
|         | AYTB     | Aeroportul Tabubil                       |
|         | AYTU     | Aeroportul Tufi                          |
|         | AYAK     | Aeroportul Aiambak                       |
|         | AYAI     | Aeroportul Aitape                        |
|         | AYAY     | Aeroportul Aiyura                        |
|         | AYBM     | Aeroportul Balimo                        |
|         | AYKC     | Aeroportul Kandrian                      |
|         | AGGH     | Aeroportul Internațional Honiara         |
|         | AYSK     | Aeroportul Sangapi                       |
|         | AYNG     | Aeroportul Manguna                       |
|         | AYIA     | Aeroportul Nissan Island                 |
|         | AGLM     | Aeroportul Lomlom                        |
|         | AYET     | Aeroportul Bosset                        |
|         | AYMD     | Aeroportul Madang                        |
|         | AYWG     | Aeroportul Wanigela                      |
|         | AYWT     | Aeroportul Woitape                       |
|         | AYIQ     | Aeroportul Kieta                         |
|         | AYKK     | Aeroportul Kikori                        |
|         | AYGP     | Aeroportul Gusap                         |
|         | AYTA     | Aeroportul Tari                          |
|         | AYGJ     | Aeroportul Guasopa                       |
|         | AYMN     | Aeroportul Mendi                         |
|         | AYOB     | Aeroportul Obo                           |
|         | AYKM     | Aeroportul Kerema                        |
|         | AYKA     | Aeroportul Losuia                        |